# Zoungrana
Zoungrana (también llamado Zoungourana o Zungrana; se presume que murió en el siglo XI o en 1495) fue un cacique mossi, tercer hijo del rey Ouédraogo y de la reina Pouiriketa, y primer o segundo rey de Tenkodogo. Las fuentes sobre él son dudosas, así como la ubicación de su tumba en Komtoèga.

## Historia
Zoungrana fue el tercer hijo del legendario rey Ouédraogo y su esposa la reina Pouiriketa1. Según el muy romántico cuento de la tradición oral, se casó con Nyonyosse y tuvo un hijo, Naba Oubri, con ella. Su reinado supuestamente duró 50 años, extendiendo el poder de su familia a todas las regiones entre Gambaga y Tenkodogo, entre 1132 y 1182 según algunas fuentes, o a finales del siglo XV.
Viajó desde Gambaga con su séquito hasta el Yanga, cruzando por el paso de Yaangbalga, antes de llegar a Kindzim6. La tradición oral también le atribuye haber luchado contra una población que vivía en cuevas entre Gomboussougou y Komtoèga, y se negó a establecerse en un pueblo.
Sin embargo, las fuentes sobre él son dudosas, debido en particular a la excepcional longevidad atribuida a los fundadores del reino Mossi.

## Estatus
Según las fuentes de los griots recogidas por Frédéric Pacéré Titinga, Zoungrana puede ser considerado como el primer rey de los mossi, porque la tarea de crear y organizar el reino de los Mossi le correspondió a él, teniendo su padre más bien el estatus de conquistador. Lleva el título de «Naba».

## Tumba y legado
Zoungrana es un personaje de gran importancia para los Mossi. Sus principales descendientes son los jefes de Tenkodoko, Komtoèga, el país de Boussanga, Tampoui y Manga: el cacicazgo de la región de Manga afirma así haber permanecido sin cambios desde finales del siglo XV. La Naba de Tenkodogo tiene la reputación de ser descendiente directo de Zoungrana. Se presume que Zoungrana fue enterrado en Komtoèga  y su supuesta tumba es visitada regularmente por peregrinos. Sin embargo, la autenticidad de esta tumba es discutida, ya que algunos habitantes de Komtoèga creen que es la tumba de Naba Gningniemdo.